# 소유진
소유진(1981년 8월 11일 ~ )은 대한민국의 배우이다.

## 생애
본관은 진주(晉州)이다. 2000년 SBS 드라마 《덕이》로 데뷔한 뒤 쇼와 오락 프로그램에 출연하여 이름을 알리다가, 이듬해 《맛있는 청혼》의 마시내 역과 《여우와 솜사탕》의 안선녀 역으로 호평받으며 단기간에 주연급으로 발돋움했다. 데뷔 초기의 이미지대로 발랄하고 통통 튀는 신세대 역할을 주로 맡아 왔으나 《서울 1945》의 오만한 피아니스트 문석경 역, 《아들 찾아 삼만리》의 억척 미혼모 나순영 역할로 연기 폭을 넓히고 있다.

## 출연작

### SBS
- 2000년 SBS 주말극장 《덕이》 ... 기생 역
- 2000년 SBS 미니시리즈 《루키》 ... 엄순경 역
- 2002년 SBS 미니시리즈 《라이벌》 ... 정다인 역
- 2005년 SBS 주간시트콤 《귀엽거나 미치거나》 ... 소유진 역
- 2006년 SBS 미니시리즈 《연애시대》 1회 ... 맞선녀 역(특별출연)
- 2007년 SBS 금요드라마 《아들찾아 삼만리》 ... 나순영 역

### KBS
- 2001년 KBS 미니시리즈 《쿨》 ... 한소연 역
- 2006년 KBS 대하드라마 《서울 1945》 ... 문석경 역
- 2013년 KBS 미니시리즈 《예쁜 남자》 ... 잭희 역
- 2013년 KBS 단막극 《KBS 드라마 스페셜 - Happy! 로즈데이》 ... 가영 역
- 2016년 KBS 주말연속극 《아이가 다섯》 ... 안미정 역
- 2025년 KBS 미니시리즈 《빌런의 나라》 ... 오유진 역

### MBC
- 2001년 MBC 미니시리즈 《맛있는 청혼》 ... 마시내 역
- 2001년 MBC 주말연속극 《여우와 솜사탕》 ... 안선녀 역

- 2003년 MBC 미니시리즈 《내 인생의 콩깍지》 ... 최은영 역
- 2003년 MBC 미니시리즈 《좋은사람》 ... 신지우 역
- 2006년 MBC 일일시트콤 《거침없이 하이킥》 107회 ... 임시도우미 역(특별출연)
- 2010년 MBC 일일연속극 《황금물고기》 ... 문현진 역
- 2012년 MBC 일일연속극 《그대 없인 못살아》 ... 강지은 역
- 2018년 ~ 2019년 MBC 주말드라마 《내사랑 치유기》 ... 임치우 / 최치유 역
- 2023년 MBC 금토드라마 《연인》 … 소용 조씨 역

### 타방송사
- 2012년 JTBC 미니시리즈 《해피 엔딩》 ... 김금하 역
- 2013년 tvN 일일시트콤 《감자별 2013QR3》 ... 수상한 가정부 역 (특별출연)
- 2015년 TV조선 • tvN 단막극 《위대한 이야기 - 김시스터즈》 ... 이난영 역

### 영화 출연
- 2002년 《2424》 ... 독고 진 역
- 2004년 《대한민국 대표 선생》 ... 윤리 선생 역
- 2005년 《열번째 비가 내리는 날》 ... 수진 역
- 2006년 《3人 3色 러브 스토리: 사랑 즐감》 ... 은영 역
- 2009년 《황금시대》 ... 상속녀 역
- 2010년 《탈주》 ... 이소영 역
- 2011년 《만찬》
- 2012년 《소년, 산세베리아 꿈을 꾸다》
- 2013년 《마이 라띠마》 ... 영진 역

### 뮤지컬 출연
- 2008년 : 《사랑은 비를 타고》 ... 유미리 역

### 텔레비전 프로그램(진행, 출연)

#### MBC
- 2001년 ~ 2002년 MBC TV 《섹션TV 연예통신》
- 2004년 MBC 《공감토크쇼 놀러와》 20회
- 2008년 MBC 《공감토크쇼 놀러와》 188회
- 2010년 MBC 《세바퀴》 67회
- 2011년 MBC 《당신이 국가대표입니다》
- 2016년 MBC 《책갈피 요정 또보》 내레이션
- 2019년 MBC 《생방송 행복드림 로또 6/45》 860회 게스트
- 2020년 MBC 《구해줘! 홈즈》 - 참가자
- 2022년 MBC 《심야괴담회》 - 73회 게스트

#### KBS
- 2003년 KBS2 《슈퍼TV 일요일은 즐거워》게스트
- 2003년 KBS2 《비타민》
- 2008년 KBS2 《해피투게더 시즌3》 42회
- 2010년 KBS2 《해피투게더 시즌3》 162회
- 2014년 KBS2 《해피투게더 시즌3》 378회
- 2016년 KBS2 《해피투게더 시즌3》 435회
- 2019년 KBS1 《TV는 사랑을 싣고》 47회- 특별출연
- 2020년 KBS2 《해피투게더 시즌4》 622회- 스페셜 MC
- 2020년 KBS2 《음치는 없다 엑시트》 - 참가자
- 2020년~2024년 KBS2 《슈퍼맨이 돌아왔다》 - 내레이션 (2020년 8월 2일 ~ 2024년 6월 9일)

#### 기타
- 2011년 5월 3일 YTN 《뉴스N이슈 이슈앤피플》 - 게스트
- 2012년 JTBC 《박경림의 오! 해피데이》 45회
- 2012년 MBC MUSIC 《원더풀 데이》 45회
- 2013년 SBS 《힐링캠프》 78회
- 2013년 SBS funE 《스타 뷰티소 SEASON2》 10회
- 2015년 JTBC 《냉장고를 부탁해》 10회, 11회
- 2017년 O tvN 《은밀한 브런치》
- 2017년 EBS1 《메디컬 다큐 - 7요일》 내레이션
- 2018년 JTBC 《다큐 플러스 13회 : 먼지를 삼킨 집》 내레이션
- 2018년 JTBC 《한끼줍쇼》 - 게스트 83회 (가수 에릭 남과 같이 출연)
- 2019년 채널A 《아빠본색》 - MC
- 2019년 SBS 《가로채널》
- 2019년 tvN 《쇼! 오디오자키》 - AJ
- 2019년 SBS 플러스 《똥강아지들》 - MC
- 2019년 MBN 《자연스럽게》 - 인화하우스 합류
- 2020년 MBN 《엄지의 제왕》 - MC
- 2020년 tvN 《리틀빅 히어로 : 더 챌린지》
- 2020년 SBS 플러스 《쩐당포》 – MC
- 2024년 GS SHOP 《소유진 쇼》 - 진행

### 라디오 프로그램(진행, 출연)
- 2002년 ~ 2003년 SBS 러브FM 《소유진의 러브N뮤직》
- 2007년 SBS 파워FM 《소유진의 러브러브》
- 2008년 ~ 2010년 KBS 해피FM 《FM 인기가요》/《밤을 잊은 그대에게 소유진입니다》
- 2015년 EBS FM 《EBS 책 읽는 라디오 낭독 시리즈》

## 수상 및 후보
| 연도   | 시상식                     | 부문                           | 작품                       | 결과 |
| ------ | -------------------------- | ------------------------------ | -------------------------- | ---- |
| 2001년 | MBC 방송연예대상           | 쇼/버라이어티부문 여자 우수상  | 섹션TV 연예통신            | 수상 |
| 2001년 | MBC 연기대상               | 여자 신인상                    | 맛있는 청혼, 여우와 솜사탕 | 수상 |
| 2002년 | 제38회 백상예술대상        | TV부문 여자 인기상             | 여우와 솜사탕              | 수상 |
| 2002년 | SBS 연기대상               | 10대 스타상                    | 라이벌                     | 수상 |
| 2002년 | SBS 연기대상               | 여자 인기상                    | 라이벌                     | 수상 |
| 2003년 | MBC 연기대상               | 여자 우수상                    | 내 인생의 콩깍지, 좋은사람 | 수상 |
| 2016년 | 제9회 코리아 드라마 어워즈 | 심사위원 특별상                | 아이가 다섯                | 수상 |
| 2016년 | KBS 연기대상               | 장편드라마부문 여자 우수연기상 | 아이가 다섯                | 수상 |
| 2016년 | KBS 연기대상               | 여자 최우수연기상              | 아이가 다섯                | 후보 |
| 2018년 | MBC 연기대상               | 연속극부문 여자 최우수연기상   | 내사랑 치유기              | 수상 |

## 광고
- 전자랜드 (류시원, 김상중, 김소연과 함께 출연)
- 해태제과 자유시간
- 애경산업 에이솔루션
- 버거킹 다래팬더 페스티벌
- 롯데제과 꾸뜨 (김학철과 함께 출연)
- 현대약품 헬씨올리고 후레쉬
- CJ제일제당 런치팝
- 도시바 노트북
- 중앙선거관리위원회
- LG유플러스 뱅크온
- 롯데멤버스 엘포인트 (남편 백종원과 함께 출연)
- 롯데하이마트
- (주) 평화발렌키
- 태극제약 (도미나 크림, 스킨베리아 크림, 스킨데일리 로션 등)
- 2020년 비에스소닉 음파운동기
- 2021년 퓨어랜드 퓨어락 로열플러스

## 홍보대사
- 2001년 희망2002프로젝트 명예대사
- 2002년 제3회 전주국제영화제 홍보도우미
- 2003년 송파세무서 명예실장
- 2004년 고스트 판타지 에피소드 1-세계 귀신 대탐험 홍보대사
- 2005년 동국대학교 건학 100주년 예술인동문 명예홍보대사
- 2006년 제14회 춘사대상영화제 홍보대사
- 2007년 열린치과의사회 홍보대사
- 2009년 송파세무서 일일명예민원봉사실장
- 2009년 대학로 페스티벌 D.FESTA 홍보대사
- 2011년 제11회 서울LGBT영화제 홍보대사
- 2011년 제10회 전국평생학습축제 홍보대사
- 2011년 생명나눔 친선대사
- 2011년 매일경제 A클린 홍보대사
- 2013년 서울국제뷰티산업제전 홍보대사
- 2013년 책읽는 송파 홍보대사
- 2014년 동국대학교 건학 108주년 기념 홍보대사
- 2014년 구세군 자선냄비 홍보대사
- 2016년 동국대학교 개교 110주년 기념 홍보대사
- 2018년 서울베이비페어 홍보대사
- 2019년 대한적십자사 더블유캠페인 홍보대사
- 2020년 제25회 춘사영화제 홍보대사
- 2020년 제5회 울주세계산악영화제 홍보대사

## 저서
- 2016년 소유진의 엄마도 아이도 즐거운 이유식 (도서출판 길벗)

## 사건과 논란
- 대한민국 제17대 대통령 선거에서 한국대중문화예술인복지회를 중심으로 대중문화인 30여명이 한나라당 대선 후보 이명박을 공개 지지를 촉구하는 자리에서 지지선언인줄도 모른 채 지지선언에 참가했지만, 기자회견에 참석했던 소유진은 자신의 싸이월드 미니홈피에 “당황, 뻘쭘, 그런 자리일 줄은”이라며 당혹감을 드러내며 소유진 측은 “소유진이 연예인 봉사 단체인 ‘따사모’ 모임인 줄 알고 갔는데 이 후보 지지 모임이었고 대선 후보 지지를 한 적도 없어서 당황한 것으로 안다”라고 말했다.[1]

## 기타
- 소유진은 소지섭과 동성동본으로서 항렬상 소지섭 가족의 고손녀에 해당된다.
- 소유진은 2000년 SBS 주말드라마 ‘덕이’에서 신세대 기생으로 출연한 이후 오락프로그램 ‘최고를 찾아라’에서 뱀 박쥐 악어 같은 요리를 닥치는 대로 먹어 치워 “도대체 저 애가 누구야”라는 호기심을 자아내더니, 2001년 초 MBC 미니시리즈 ‘맛있는 청혼’을 통해 단박에 스타덤에 올랐다.[2]
- 소유진은 SBS <최고를 찾아라>에서 중국, 태국 등을 돌며 박쥐·악어·코브라 등을 거리낌 없이 먹어 치워 `엽기소녀'라고 불리며 얼굴을 알렸다.[3]
- 한편, 배우 왕빛나와 초등학교(가원)-중학교(가원) 동창인데[4] 왕빛나는 본인(소유진)의 전 출연작인 《여우와 솜사탕》캐스팅 물망에 한때 거론됐으나 이런저런 사정 때문에 불발됐다.

## 가족 관계
- 배우자 : 백종원(1966년 9월 4일~)
  - 슬하 1남 2녀